# Flughafen Winnipeg/St. Andrews

i8
i11
i13
Der St. Andrews Airport oder Winnipeg/St. Andrews Airport, (ICAO-Code: CYAV) ist eine Einrichtung der allgemeinen Luftfahrt, die sich 19 km nordöstlich von Winnipeg in der ländlichen Gemeinde St. Andrews, Manitoba, Kanada, befindet. Im Jahr 2011 war es Kanadas 16. verkehrsreichster Flughafen nach Flugbewegungen.
Der Flughafen St. Andrews wird hauptsächlich für den kommerziellen Betrieb genutzt, insbesondere für Flugtraining, Flugcharter, planmäßigen Passagierdienst und Luftambulanzen. Der planmäßige Passagierservice wird hauptsächlich von Northway Aviation angeboten, die Strecken zu kleinen Gemeinden im Norden Manitobas betreibt.

## Einzelnachweise

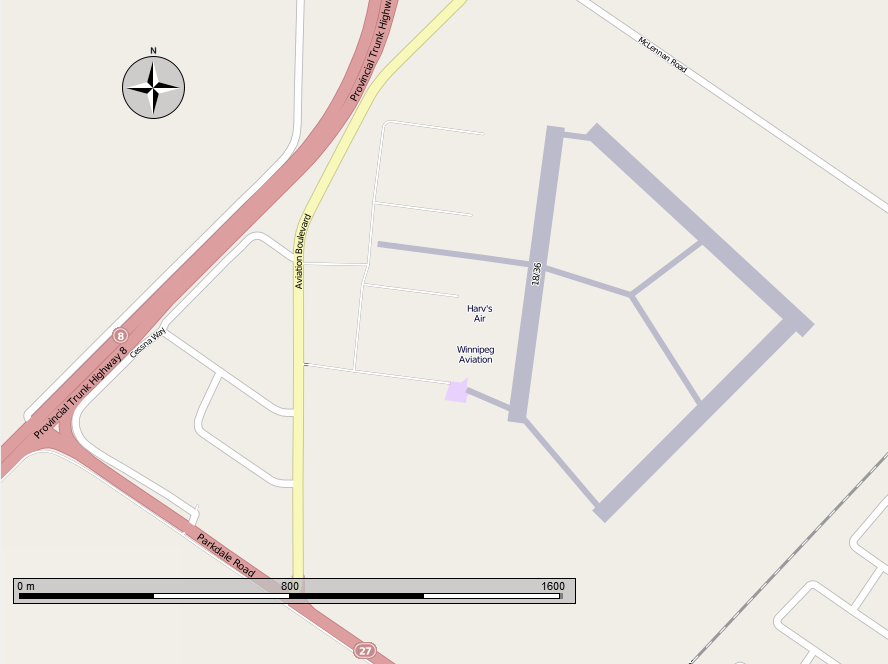
Open Street Map des Flughafens St. Andrew’s in Winnipeg, Manitoba